# Европско првенство у атлетици на отвореном 1946 — скок увис за мушкарце
Такмичење у скоку увис у мушкој конкуренцији на 3. Европском првенству у атлетици 1946. одржано је 23. августа на Бислет стадиону у Ослу (Норвешка).

## Земље учеснице
Учествовало је 15 такмичара из 12 земаља. 
1. Грчка (1)
2. Данска (1)
3. Исланд (1)
4. Италија (1)
5. Југославија (1)
6. Норвешка (2)
7. Уједињено Краљевство (1)
8. Финска (1)
9. Француска (1)
10. Чехословачка (2)
11. Швајцарска (1)
12. Шведска (2)

## Рекорди
| Рекорди пре почетка Европског првенства 1946. | Рекорди пре почетка Европског првенства 1946. | Рекорди пре почетка Европског првенства 1946. | Рекорди пре почетка Европског првенства 1946. | Рекорди пре почетка Европског првенства 1946. | Рекорди пре почетка Европског првенства 1946. |
| --------------------------------------------- | --------------------------------------------- | --------------------------------------------- | --------------------------------------------- | --------------------------------------------- | --------------------------------------------- |
| Светски рекорд                                | Лестер Стирс                                  | Сједињене Државе                              | 2,11                                          | Лос Анђелес, Сједињене Америчке Државе        | 17. јун 1941.                                 |
| Европски рекорд                               | Калеви Коткас                                 | Финска                                        | 2,04                                          | Гетеборг, Шведска                             | 1. септембар 1936.                            |
| Рекорди европских првенстава                  | Калеви Коткас                                 | Финска                                        | 2,00                                          | Торино, Италија                               | 7. септембар 1934.                            |
| Најбољи европски резултат сезоне              | Гунар Линдекранц                              | Шведска                                       | 2,01                                          |                                               | 1946.                                         |

## Освајачи медаља
|                          |                                      |                      |
| Антон Болиндер · Шведска | Алан Патерсон · Уједињено Краљевство | Нилс Никлен · Финска |

## Сатница
| Датум            | Време | Ниво   |
| ---------------- | ----- | ------ |
| 23. август 1946. | 17:00 | Финале |

## Резултати

### Финале
| Пласман | Атлетичар         | Држава               | Резултат | Белешке |
| ------- | ----------------- | -------------------- | -------- | ------- |
|         | Антон Болиндер    | Шведска              | 1,99     | ЛР      |
|         | Алан Патерсон     | Уједињено Краљевство | 1,96     | ЛР      |
|         | Нилс Никлен       | Финска               | 1,93     | ЛР      |
| 4.      | Биргер Лејруд     | Норвешка             | 1,93     | ЛР      |
| 5.      | Гунар Линдекранц  | Шведска              | 1,93     | ЛР      |
| 6.      | Алфредо Кампањер  | Италија              | 1,90     | ЛР      |
| 7.      | Скули Гудмундсон  | Исланд               | 1,90     |         |
| 8.      | Жорж Одуи         | Француска            | 1,90     | ЛР      |
| 9.      | Ивар Винд         | Данска               | 1,90     | ЛР      |
| 10.     | Јоанис Ламброу    | Грчка                | 1,85     | ЛР      |
| 11.     | Александар Игесет | Норвешка             | 1,85     | ЛР      |
| 12.     | Петар Вуковић     | Југославија          | 1,85     | ЛР      |
| 13.     | Вацлав Хаусенблас | Чехословачка         | 1,80     | ЛР      |
| 14.     | Владимир Жила     | Чехословачка         | 1,80     | ЛР      |
| 15.     | Ханс Вахли        | Швајцарска           | 1,80     | ЛРС     |

## Укупни биланс медаља у скоку увис за мушкарце после 3. Европског првенства на отвореном 1934—1946.
|    | Земља                |   |   |   |   |
| -- | -------------------- | - | - | - | - |
| 1. | Шведска              | 2 | 0 | 0 | 2 |
| 2. | Финска               | 1 | 1 | 3 | 5 |
| 3, | Норвешка             | 0 | 1 | 0 | 1 |
| 3, | Уједињено Краљевство | 0 | 1 | 0 | 1 |
|    | Укупно {4}           | 3 | 3 | 3 | 9 |

|    | Атлетичар     | Земља  |   |   |   |   |
| -- | ------------- | ------ | - | - | - | - |
| 1. | Калеви Коткас | Финска | 1 | 1 | 0 | 2 |